# Vinson Massif
Vinson Massif là ngọn núi cao nhất châu Nam Cực, cách Cực Nam của Trái Đất 1200 km. Núi dài 21 km, rộng 13 km, cao 4892m.

## Đặt tên
Đỉnh Vinson được đặt tên năm 2006 theo tên của Carl Vinson (1883-1981), hạ nghị sĩ Hoa Kỳ, người tích cực ủng hộ cho các chương trình nghiên cứu Nam Cực